# M-wartościowanie
Niech M = <U, ∆> będzie dowolną ale ustaloną interpretacją danego języka pierwszego rzędu. Nieskończone ciągi elementów uniwersum interpretacji M = <U, ∆> nazywamy M-wartościowaniami.